# 高月毬子
高月 毬子（たかつき まりこ、1944年5月22日 - ）は、日本の女優。
東京都練馬区出身。本名は中島 澄（篠原 澄）。旧名は高 毬子（たか まりこ）、初瀬 百々代（はつせ ももよ）。愛称は「オシノ」、「すみちゃん」。姉は女優の篠宮朝美。趣味は日本舞踊。

## 人物・来歴
富士見高等学校を卒業後、1960年に宝塚音楽学校へ入学。宝塚歌劇団48期生。同期生には梓みちよ（入団せずに音楽学校時代に中退）がいる。1962年に『メイド・イン・ニッポン』で宝塚歌劇団に入団し、2年目からは雪組に所属した。宝塚入団時の成績は75人中53位。1965年11月29日に宝塚を退団。最終公演出演の演目は雪組公演『伊豆の頼朝／ゴールデン・シャドウ』である。
宝塚時代に出演した時代劇『剣は知っていた』（1965年）でヒロインを演じたのが縁となり、同年末に丹波哲郎の勧めで大映に入社する。大映では、主に田宮二郎の相手役を多く演じた（例：『複雑な彼』の冴子）。
1968年に大映を去った後は加藤事務所や本間事務所などに所属し、主に東映のドラマや映画に出演した。代表作は『プレイガール』の庭ルナ子。
1974年に映画監督の中島芳人と結婚。

## 主な出演作品

### 映画
- 復讐の切り札（1966年）
- 銭のとれる男（1966年） - 大田久美子
- 複雑な彼（1966年） - 森田冴子
- 貴様と俺（1966年） - 秋子
- 野良犬（1966年） - 七宮道子
- ラーメン大使（1967年） - 山川ユキ
- 毒薬の匂う女（1967年）
- 怪談 蛇女（1968年）
- ヒロシマの証人（1968年） - 安芸野康子
- 夜の歌謡シリーズ 伊勢佐木町ブルース（1968年） - 照代
- 謝国権「愛」より （秘）性と生活（1969年） - 浜三津子

### テレビ
- 剣は知っていた（1965年）
- とぼけた奴ら 第24話「女は度胸というけれど」（1968年）
- キイハンター 第2話「非情の唇」（1968年） - 河村花恵
- 特別機動捜査隊 第343話「夢の崩れる時」（1968年）
- マイティジャック 第12話「大都会の恐怖」（1968年） - 沢村冴子
- ローンウルフ 一匹狼 第19話「二つの愛」（1968年）
- 銭形平次
  - 第112話「腹切り侍」（1968年） - おうた
  - 第307話「びいどろを吹く女」（1972年） - おこよ
  - 第338話「十年目の約束」（1972年） - お仙
  - 第374話「むしけらの侍」（1973年） - お冬
  - 第406話「岡っ引志願の娘」（1974年） - 紅屋の女将
- 七人の刑事 第382話「窓の外」（1969年）
- ブラックチェンバー 第5話「第十三期殺人同期生」（1969年）
- 立ち入り禁止 恋と恋（1969年）
- プレイガールシリーズ
  - プレイガール（1969年 - 1971年） - 庭ルナ子
  - プレイガールQ 第48話「スリラー・墓場から聴える殺人メロディー」（1975年） - 西条靖子
- 遠山の金さん捕物帳（NET・東映京都） 
  - 第104話「桜吹雪に泣く女」（1972年） - お辰
  - 第127話「尼になった男」（1972年）
- 世なおし奉行 第23話「怒りの天」（1972年）
- 眠狂四郎 第2話「女怨に剣が哭いた」（1972年）
- 地獄の辰捕物控 第6話「牡丹の花が闇に咲く」（1972年） - おえん
- ウルトラマンA 第48話「ベロクロンの復讐」（1973年） - Q歯科医院・女医（女ヤプール）
- アイフル大作戦
  - 第17話「美女の顔紛失事件」（1973年）
  - 第54話「仁義ある戦い」（1974年）
- 若さま侍捕物手帖 第15話「あの世からの落し物」（1973年） - おとせ
- 狼・無頼控 第9話「闇の魔王を消せ」（1973年）
- 人造人間キカイダー 第28話「赤子を泣かすアカオニオコゼ!」（1973年） - 荒木タエ子
- 仮面ライダーX 第4話「ゴッド恐怖の影!!」（1974年） - 三浦清美（メドウサ）
- 電撃!! ストラダ5 第2話「恐怖の自動車爆弾!」（1974年） - ビッグノヴァ幹部・東京No.2